# Bergans

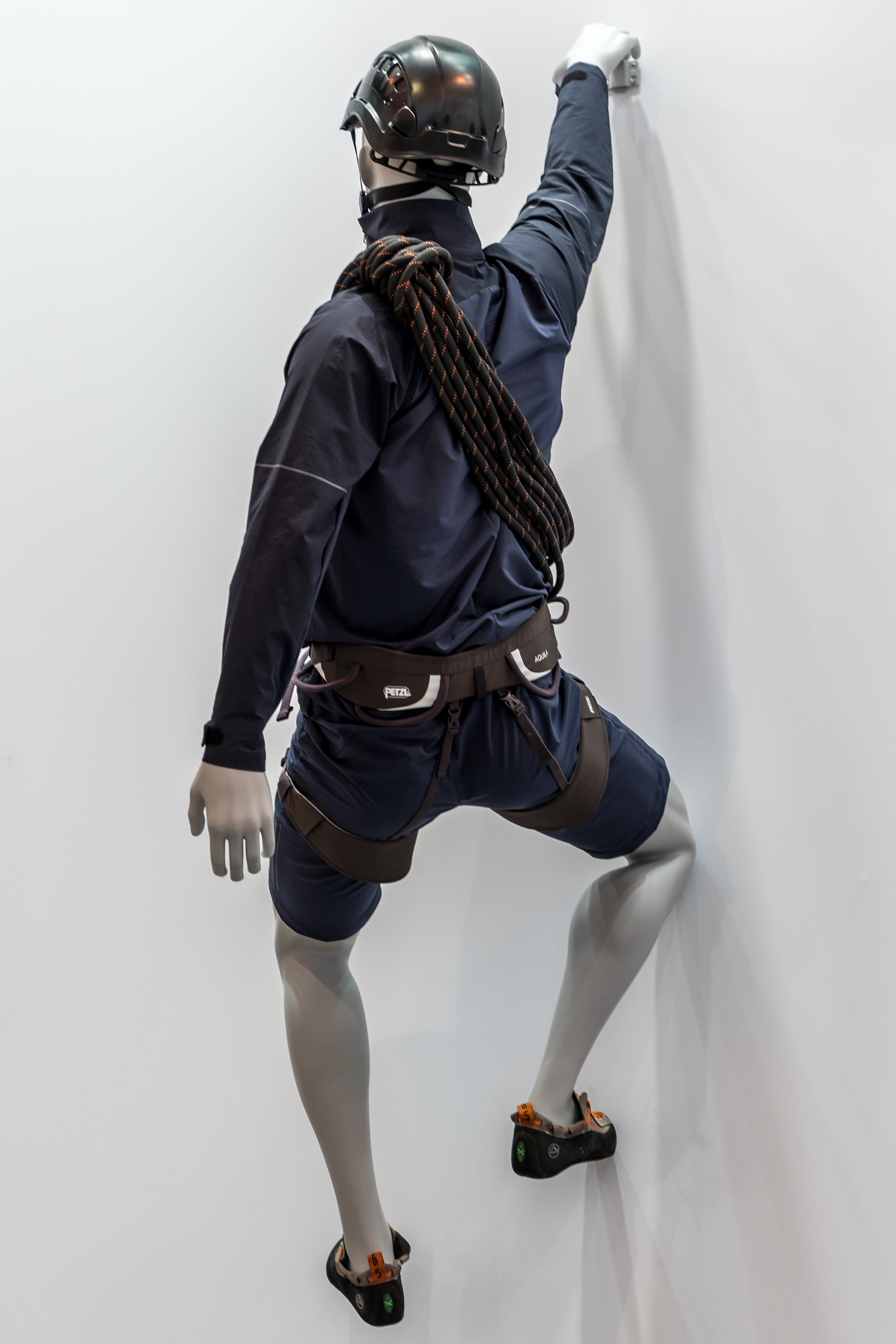
Kletterer in Bergans-Kleidung (Puppe)

Bergans Fritid AS ist ein norwegischer Hersteller von ziviler und militärischer Outdoor-Bekleidung und -Ausrüstung mit Sitz in Hokksund. Das Unternehmen stellt u. a. Rucksäcke, Schlafsäcke, Kanus, Zelte, Wanderzubehör und Funktionskleidung her.
Der Gründer Ole Ferdinand Bergan (1876–1956) war ein Zweiradtechniker in Tønsberg und entwickelte 1908 einen Rucksack mit Außentragegestell. Auf einer Jagdtour hatte er die Idee, ein externes Tragegestell zu bauen. Zunächst verwendete er Holz und entwickelte den Gedanken mit einem leichten Metallgestell und verschiedenen Riemen weiter. Ole F. Bergan machte eine Reihe von Erfindungen und meldete 45 Patente an.
Ab 1913 verwendeten die norwegischen Streitkräfte Bergans Rucksäcke, und Forscher wie Roald Amundsen, Lincoln Ellsworth und Charles Granville Bruce nutzen Bergans Rucksäcke. Die Firma entwickelte sich weiter und erlangte Bekanntheit über Norwegen hinaus. 1986 brannte die Produktionsstätte mit allen Schnittmustern ab. Bergans musste die eigenen Produkte kaufen, um die Muster wieder abzunehmen. Bergans war für über ein Jahr vom Markt verschwunden und, weil unterversichert, ökonomisch in einer desolaten Situation.
Bergans baute eine der damals modernsten Fabriken für Bekleidung weltweit, jedoch war eine kostendeckende Produktion mit den 100 Mitarbeitern in Nord-Odal nicht möglich, und die Fabrik wurde 1990 geschlossen. Die komplette Produktion wurde nach Asien ausgelagert.
Das Unternehmen sponsert unter anderem die britisch-norwegische Reality-Show 71° Nord.